# ピチカート・ファイヴTYO〜Big Hits and Jet Lags 1991-1995
『ピチカート・ファイヴTYO～Big Hits and Jet Lags 1991-1995』（ピチカート・ファイヴ ティー ワイ オー ビッグ ヒッツ アンド ジェット ラグス 1991-1995）は、1995年3月1日に発売されたピチカート・ファイヴの通算4作目のベスト・アルバム。

## 解説
- 1990年の日本コロムビア移籍後、初の公式ベスト・アルバム。
- 1991年〜1995年に発売されたアルバム5作の『女性上位時代』『SWEET PIZZICATO FIVE』『ボサ・ノヴァ2001』『オーヴァードーズ』『ウゴウゴルーガのピチカート・ファイヴ』から選曲された。
- 初回盤のみTYOスーパーシート・キット封入。
- 瀧見憲司[3]とテイ・トウワによるリミックス、小山田圭吾によるスタジオ・ライブも収録。
- ピチカート・ファイヴが2001年3月に解散するまで、このベスト・アルバムはシリーズ化されており、1997年に『ピチカート・ファイヴJPN〜Big Hits and Jet Lags 1994-1997』と、2001年に『Pizzicato Five R.I.P.〜Big Hits and Jet Lags 1998-2001』の2作が後に発売される。

## 再発盤
- 2006年3月31日、小西康陽のアートディレクションにてリニューアルされた再発盤が発売。[4][5]

## 収録曲
1. We love Pizzicato Five　[0:14]
2. スウィート･ソウル･レヴュー　[4:35]
3. 東京は夜の七時　[4:55]
4. 我が名はグルーヴィー　[3:23]
5. メドレー：トゥイギー･トゥイギー / トゥイギー対ジェームス･ボンド　[4:03]
6. 大人になりましょう　[3:38]
7. CDJ　[6:00]
8. 陽の当たる大通り （Sunday Morning Takimiix）　[6:27]
9. ハッピー･サッド　[5:41]
10. キャッチー （Voltage Unlimited Catchy）　[5:25]
11. サンキュー　[5:43]
12. マジック･カーペット･ライド　[6:04]
13. We love Pizzicato Five　[3:26]
14. 万事快調　[5:46]